# Vadul lui Vodă
Vadul lui Vodă – miasto w Mołdawii, położone nad Dniestrem. W 2006 r. miasto to zamieszkiwało 4612 osób. W mieście rozwinęła się turystyka.